# Most přes Krňov

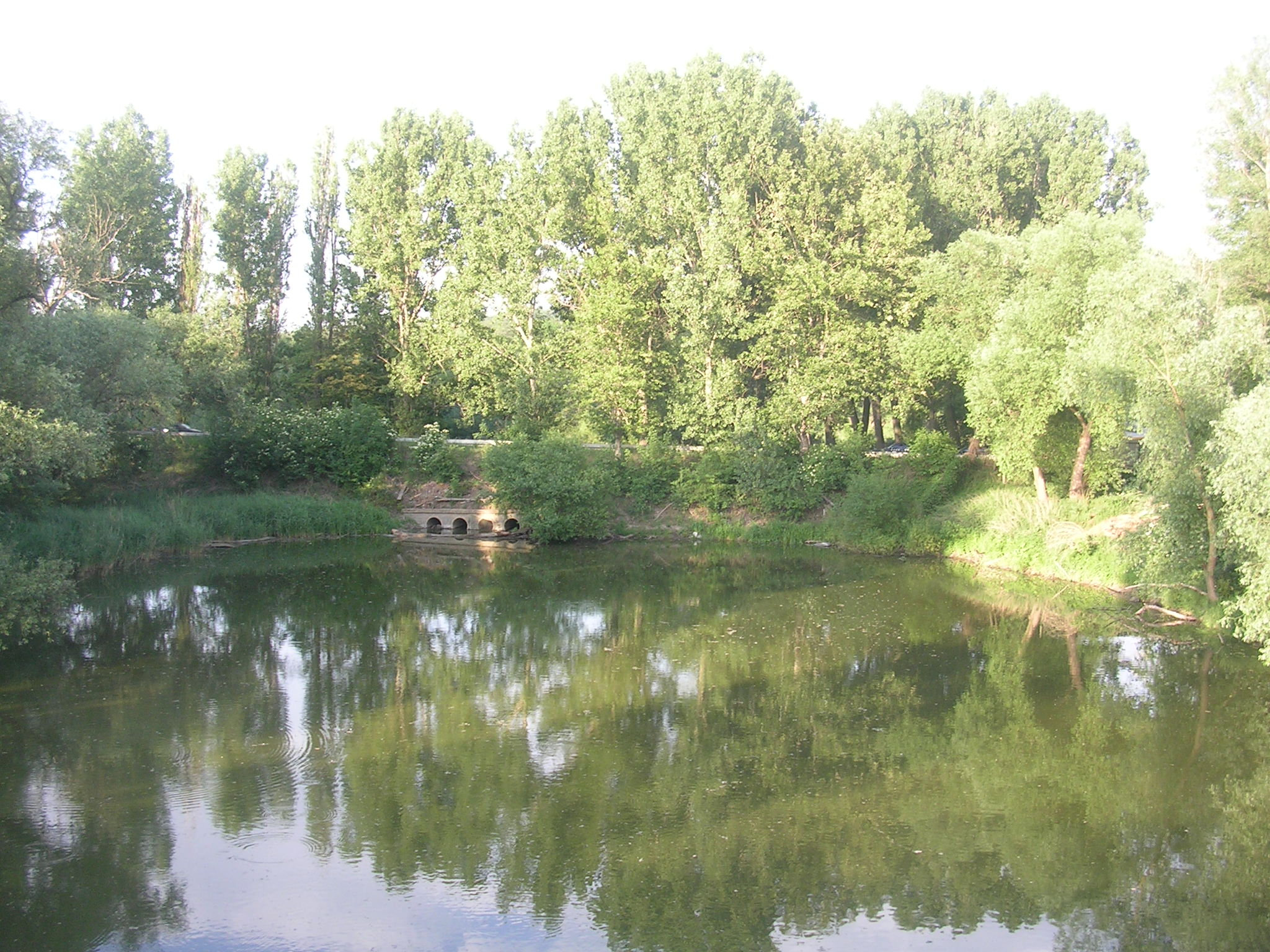
Hráz zaslepující Krňov, po níž dnes bývalé koryto řeky překonává souběžně s mostem ulice K přehradám (silnice II/102 a II/101)

Most přes Krňov navazuje na ulici U Národní galerie, která vede ze Zbraslavského náměstí v Praze-Zbraslavi směrem k Lahovicím a centru Prahy. Překonává tůň Krňov, která do 19. století byla součástí toku řeky Berounky, zatímco dnes jí protéká Lipanský potok a výpust z místní čističky odpadních vod.

## Historie
Do roku 1680 zde překonával Berounku přívoz, od roku 1680 dřevěný loďkový most, který býval v době tání ledů odklízen. Roku 1810 byl postaven dřevěný most s budkou mýtného na zbraslavské straně. V roce 1841 byl dřevěný most přestavěn, poté měl šířku 5 metrů a délku 68 metrů a 6 propustných otvorů. V roce 1857 byl vyztužen pro přepravu kamenných kvádrů pro Radeckého pomník.
Dnešní železobetonový most pochází z let 1911–1913, kdy již ramenem Berounka netekla (v témž období byl budován i Lahovický most, překonávající nynější tok Berounky). Po mostě měla vést i trolejbusová trať na Zbraslav, její výstavba však skončila od Prahy ve Velké Chuchli a v roce 1960 na ní byl zastaven provoz. Výstavbou kapacitních výpadových komunikací Strakonická (silnice I/4) a K přehradám (silnice II/102, v tomto úseku je po ní veden též III. pražský okruh II/101) byl most přes Krňák zbaven většiny průjezdné dopravy a slouží především pro místní obsluhu Zbraslavi a pro linky Pražské integrované dopravy jedoucí přes Zbraslav.